# ملانی جوی
ملانی جوی (انگلیسی: Melanie Joy) روان‌شناس اجتماعی و اکتیویست اهل ایالات متحده آمریکا است که بیشتر برای به وجود آوردن مفهوم کارنیسم مشهور است. وی تاکنون دو کتاب با نام‌های اقدام استراتژیک برای حیوانات (به انگلیسی: Strategic Action for Animals) و چرا عاشق سگ‌ها هستیم، خوک‌ها را می‌خوریم و گاوها را می‌پوشیم؟ (به انگلیسی: Why We Love Dogs, Eat Pigs, and Wear Cows) چاپ نموده است.